# Condado de Sonoma
O condado de Sonoma (em inglês:  Sonoma County) é um dos 58 condados do estado americano da Califórnia. Foi fundado em 1850. A sede e cidade mais populosa do condado é Santa Rosa.

## Geografia
De acordo com o United States Census Bureau, o condado possui uma área de 4 579 km², dos quais 4 081 km² estão cobertos por terra e 497 km² por água.

## Demografia
Segundo o censo nacional de 2010, o condado possui uma população de 483 878 habitantes e uma densidade populacional de 118,5 hab/km². Possui 204 572 residências, que resulta em uma densidade de 50 residências/km².
Das 9 localidades incorporadas no condado, Santa Rosa é a mais populosa, com 167 815 habitantes, o que representa 35% da população total, enquanto que Rohnert Park é a mais densamente povoada, com 2 260 hab/km². Cotati é a menos populosa, com 7 265 habitantes. De 2000 para 2010, a população de Cloverdale cresceu 26% e a de Sebastopol reduziu em 5%. Apenas uma cidade possui população superior a 100 mil habitantes.